# Arraial do Pontal
O Arraial de Bom Jesus do Pontal foi um dos seis primeiros povoados a serem estabelecidos no atual estado brasileiro do Tocantins, tendo sido fundado por Antônio Sanches em 1738 (o primeiro foi o Arraial de São Luiz, no topo da Serra da Natividade, em 1734). Por volta do ano de 1810, um grupo de habitantes do arraial foi atacado pelos índios Xerente, ao garimparem no Ribeirão Matança, que fica próximo ao local. Todos eles foram mortos. Com isso, muitas famílias do arraial mudaram-se para Porto Real (atual Porto Nacional), com medo dos ataques dos índios. E devido a esse fato, o último indício de existência do arraial data de 1839. Depois disso, restaram-se apenas algumas ruínas, incluindo a antiga Igreja de Santo Antônio e Santa Ana. As ruínas ficam localizadas no município de Porto Nacional-TO, a apenas 3 km da TO-255 e a 40 km da sede do município, logo no sopé da Serra do Pontal. Além do Pontal, também existia no Tocantins um outro arraial chamado Arraial da Taboca, que se localizava entre os atuais municípios de Conceição do Tocantins e Dianópolis, e que desapareceu completamente após a decadência da mineração na região.